# Lulu dans ma rue
 (mars 2024).
Lulu dans ma rue est une conciergerie de quartier, permettant la mise en relation avec des travailleurs indépendants. Elle met en avant l'insertion et le lien social entre les habitants.

## Service
Première EiTI (Entreprise d'insertion par le Travail Indépendant) en France, elle permet à des travailleurs indépendants, « les Lulus », d'effectuer des tâches ponctuelles aux riverains contre rémunération : ménages, aide au déménagement, bricolage, dépannage informatique… Ces personnes professionnelles ou non, qui ont un savoir-faire, peuvent obtenir un complément de salaire.
Elle repose sur des kiosques physiques, un site Internet et une application mobile. En 2024, 80 000 clients enregistrés ont accès à 800 autoentrepreneurs. 
L'entreprise donne une plus grande liberté dans le choix des missions et fournit des accompagnements administratifs. Un système de compagnonnage permet la formation par d'autres travailleurs. Plus de la moitié sont bénéficiaires du RSA.

## Historique
La société est créée en 2016 par Charles-Édouard Vincent, fondateur d’Emmaüs Défi.
Le président François Hollande inaugure un kiosque mobile en 2017.
En 2024, elle est installée dans 10 arrondissements parisiens et un à Lyon, et dispose de 40 salariés. 

## Financement
Plusieurs investisseurs ont participé dans cette entreprise de l’économie sociale et solidaire dans le cadre de leur politique RSE. La société dépend du statut d'entreprise d’insertion par le travail indépendant.
La moitié de ses ressources provient d'une commission de 17,5 à 25 % du montant facturé. Le reste est issu de subventions publiques, tel que par la Mairie de Paris, la Ville et la Métropole de Lyon.